# Sinfonia Varsovia
Sinfonia Varsovia (do 2019 także Orkiestra Sinfonia Varsovia) – polska orkiestra symfoniczna i instytucja kultury. Zespół powstał w 1984 roku w Warszawie w wyniku powiększenia składu Polskiej Orkiestry Kameralnej.

## Historia
Sinfonia Varsovia powstała w 1984 roku w wyniku poszerzenia składu Polskiej Orkiestry Kameralnej. Na zaproszenie Waldemara Dąbrowskiego, dyrektora naczelnego Centrum Sztuki Studio im. St. I. Witkiewicza w Warszawie oraz Franciszka Wybrańczyka, dyrektora działającej już Polskiej Orkiestry Kameralnej, na występy w Polsce w charakterze solisty i dyrygenta przybył skrzypek Yehudi Menuhin. By sprostać wymaganiom zaplanowanego repertuaru, Polska Orkiestra Kameralna zwiększyła skład, zapraszając do współpracy muzyków z całego kraju. Od początku koncerty zespołu pod batutą Yehudi Menuhina spotkały się z entuzjastycznym przyjęciem publiczności i uznaniem krytyków, a sam Menuhin przyjął propozycję pierwszego gościnnego dyrygenta nowo powstałej orkiestry – Sinfonii Varsovii.

## Działalność artystyczna

### Koncerty
Sinfonia Varsovia od początku swojego istnienia koncertowała zarówno w Polsce jak i zagranicą, dając przez ten czas łącznie ponad 3 000 koncertów. Do tej pory występowała w najbardziej prestiżowych salach koncertowych świata – nowojorskiej Carnegie Hall, Théatre des Champs Elysées w Paryżu, Barbican Centre w Londynie, wiedeńskim Musikverein, Teatro Colón w Buenos Aires, Suntory Hall w Tokio, Bozar w Brukseli czy Herkulessaal w Monachium.

### Dyrygenci i soliści
Sinfonia Varsovia występuje ze światowej sławy dyrygentami, wśród których znaleźli się: Claudio Abbado, Gerd Albrecht, Charles Dutoit, Lawrence Foster, Rafael Frühbeck de Burgos, Walerij Giergijew, Hans Graf, Leopold Hager, Jean-Jacques Kantorow, Jacek Kaspszyk, Kazimierz Kord, Jan Krenz, Emmanuel Krivine, Witold Lutosławski, Lorin Maazel, Paul McCreesh, Jerzy Maksymiuk, Yehudi Menuhin, Marc Minkowski, Andres Mustonen, Grzegorz Nowak, Krzysztof Penderecki, Michel Plasson, Jerzy Semkow.
Podczas swych licznych koncertów orkiestra towarzyszyła solistom tej miary, co: Salvatore Accardo, Piotr Anderszewski, Maurice André, Martha Argerich, Jurij Baszmiet, Boris Bieriezowski, Teresa Berganza, Rafał Blechacz, Piotr Paleczny, Frank Braley, Alfred Brendel, Gautier Capuçon, Renaud Capuçon, José Carreras, Sarah Chang, Kyung-Wha Chung, José Cura, Plácido Domingo, Augustin Dumay, Nelson Freire, Fu Cong, James Galway, Nelson Goerner, Sophie Graf, Daniel Hope, Stephen Hough, Sharon Kam, Kiri Te Kanawa, Alexandre Kantorow, Nigel Kennedy, Gidon Kremer, Aleksandra Kurzak, Alicia de Larrocha, Jelizawieta Leonska, Christa Ludwig, Radu Lupu, Dmitry MasleevAlbrecht Mayer, Mischa Maisky, Shlomo Mintz, Olli Mustonen, Anne-Sophie Mutter, Olga Pasiecznik, Murray Perahia, Maria João Pires, Ivo Pogorelić, Jean-Pierre Rampal, Vadim Repin, Katia Ricciarelli, Mstisław Rostropowicz, Heinrich Schiff, Howard Shelley, Henryk Szeryng, Maksim Wiengierow, Andreas Vollenweider, Christian Zacharias, Frank Peter Zimmermann, Tabea Zimmermann, Pinchas Zukerman, Grigorij Żyslin.

### Nagrania
Sinfonia Varsovia wzięła udział w wielu nagraniach płytowych, radiowych i telewizyjnych. Dyskografia zespołu liczy ponad 300 płyt zarejestrowanych dla tak renomowanych, światowych wytwórni jak: Decca, Denon Nippon Columbia, Deutsche Grammophon, EMI, Naïve Records, Naxos, Sony, Virgin Classics oraz polskich – BeArTon, CD Accord, NIFC, Polskie Nagrania, Polskie Radio. Wiele spośród tych nagrań uzyskało prestiżowe nagrody fonograficzne, w tym Diapason d’Or, Diapason Découverte, Grand Prix du Disque, Echo Klassik oraz dwunastokrotnie statuetkę Fryderyka.

### Festiwale
Sinfonia Varsovia brała udział w renomowanych festiwalach, m.in. w Salzburgu, Festiwalu Menuhina w Gstaad, Aix-en-Provence, Montreux, Festival de La Roque-d’Anthéron, Szlezwiku-Holsztynie, Festiwalu Pablo Casalsa, Festiwalu Mozartowskim w Würzburgu, Alte Oper we Frankfurcie nad Menem), Beethovenfest w Bonn, Festival de musique de Menton, Festiwalu Musical Voyage organizowanego przez Queen Elisabeth Music Chapel, La Folle Journée (w Nantes i Kraju Loary) i wielu innych.
W Polsce orkiestra jest stałym gościem Wielkanocnego Festiwalu im. Ludwiga van Beethovena, Warszawskiej Jesieni, Festiwalu Witolda Lutosławskiego "Łańcuch". Szczególne więzi łączą Sinfonię Varsovię z festiwalem Chopin i jego Europa, na którym występuje od jego pierwszej edycji.
Sinfonia Varsovia jest organizatorem dwóch Festiwali odbywających się w Warszawie: Szalone Dni Muzyki (La Folle Journée de Varsovie, od 2010 roku) oraz Festiwalu im. Franciszka Wybrańczyka Sinfonia Varsovia Swojemu Miastu (od 2001 roku).

## Kierownictwo

### Dyrektorzy
- Franciszek Wybrańczyk (1984–2004)
- Janusz Marynowski (od 2004)

### Dyrektorzy artystyczni
- Krzysztof Penderecki (2003–2020)

### Dyrektorzy muzyczni
- Krzysztof Penderecki (1997–2008)
- Marc Minkowski (2008–2012)

## Instytucja kultury
Od dnia 1 stycznia 2008 roku Sinfonia Varsovia jest samorządową instytucją kultury. Organizatorem orkiestry jest Miasto Stołeczne Warszawa. Wcześniej do 31 grudnia 2007 roku zespół działał przy Centrum Sztuki Studio im. St. I. Witkiewicza w Warszawie. Zakres działalności orkiestry jako instytucji kultury obejmuje działania artystyczne, edukacyjne i upowszechniające muzykę.

## Nowa siedziba

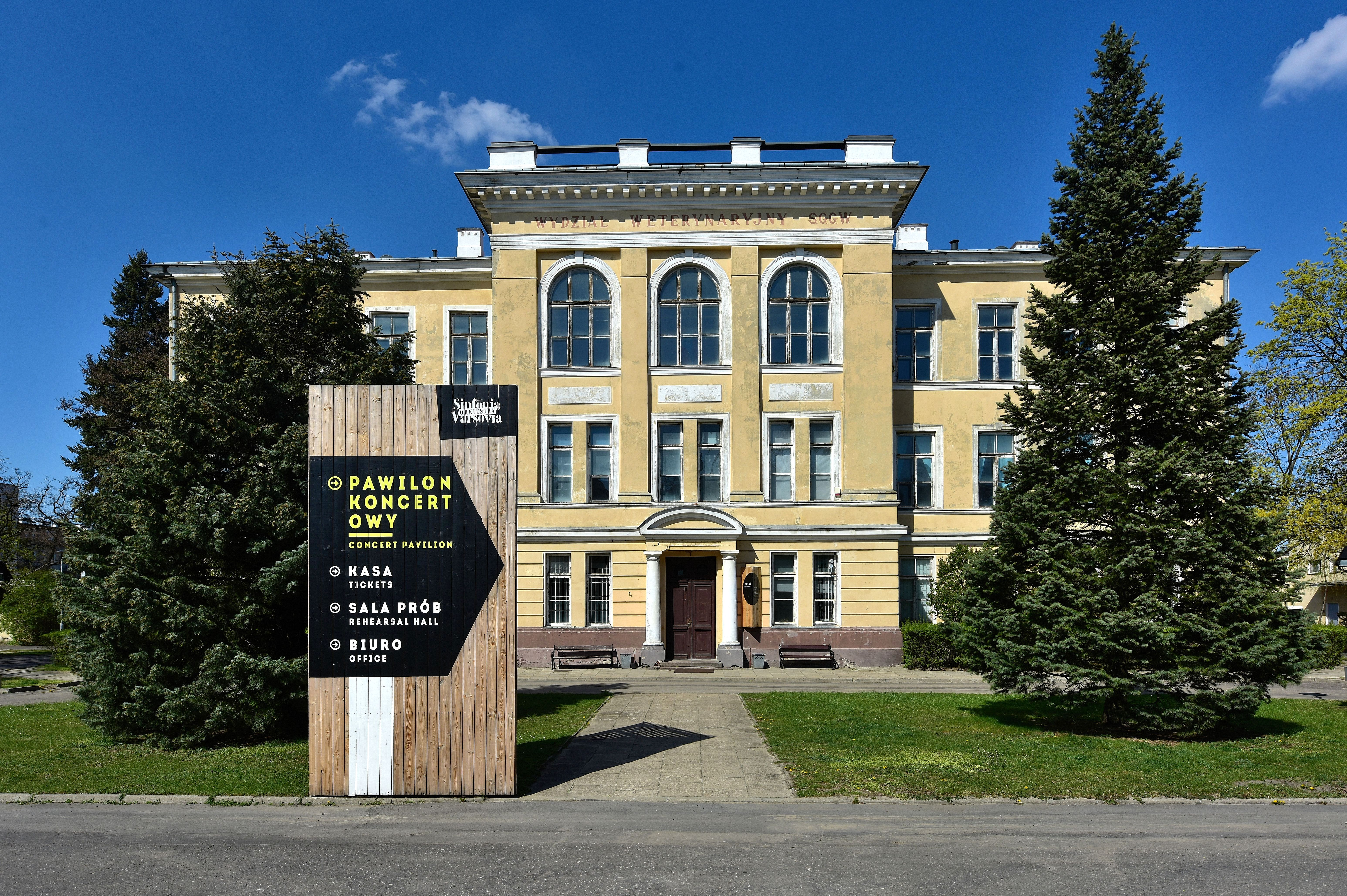
Budynek główny dawnego Instytutu Weterynaryjnego, od 2010 siedziba Sinfonii Varsovii

W 2010 roku Sinfonia Varsovia otrzymała własną siedzibę – kompleks dawnego Instytutu Weterynaryjnego SGGW przy ulicy Grochowskiej 272 (Praga-Południe).
Decyzją Rady Warszawy i jej Prezydent Hanny Gronkiewicz-Waltz w czerwcu 2010 roku został ogłoszony międzynarodowy, otwarty i dwuetapowy konkurs architektoniczny na projekt nowej sali koncertowej dla  ponad 1800 widzów oraz zagospodarowanie architektoniczne nieruchomości przy ul. Grochowskiej 272. Konkurs wygrał projekt powstały w Atelier Thomas Pucher z Grazu (Austria). W 2015 roku w obecności Prezydent m.st. Warszawy Hanny Gronkiewicz-Waltz, architekt Thomas Pucher i dyrektor Sinfonii Varsovii Janusz Marynowski podpisali umowę na projekt wykonania dokumentacji projektowej nowej sali koncertowej i zagospodarowania architektonicznego nieruchomości przy ul. Grochowskiej 272. W kwietniu 2023 podpisano umowę na budowę pierwszej części tej inwestycji.